# Ферман (Јужна Каролина)
Ферман (енгл. Furman) град је у америчкој савезној држави Јужна Каролина.

## Демографија
По попису из 2010. године број становника је 239, што је 47 (-16,4%) становника мање него 2000. године.
| Група             | 2000.       | 2010.       |
| Белци             | 79 (27,6%)  | 60 (25,1%)  |
| Афроамериканци    | 207 (72,4%) | 175 (73,2%) |
| Азијати           | 0 (0,0%)    | 0 (0,0%)    |
| Хиспаноамериканци | 0 (0,0%)    | 3 (1,3%)    |
| Укупно            | 286         | 239         |